# Levi Itskhak de Berdítxiv
Levi Itskhak de Berdítxiv (jiddisch: לוי יצחק בערדיטשעווער)  (Otxàkiv, 1740 - Berdítxiv, 5 d'octubre de 1809) fou un líder hassídic. Va ser el rabí de Ryczywół, Żelechów, Pinsk i Berdichev, lloc pel qual és conegut. Fou un dels principals deixebles del Maggid de Mezritch, i del seu deixeble, el rabí Shmelke de Nikolsburg, a qui va succeir com a rabí de Ryczywół.
El rabí Levi Yitzchok fou conegut per ser l'advocat defensor del poble jueu, perquè es creia que ell podia intercedir en el seu nom davant de Déu. El rabí va ser conegut per la seva compassió per cada jueu, va ser per tant un dels líders més estimats pels jueus asquenazites de l'Europa de l'Est. El rebe va ser l'autor del clàssic hassídic Kedushas Levi,aquesta obra és un comentari sobre diversos llibres religiosos jueus, i sobre diverses lleis rabíniques. El rebe de Berdichev, és considerat per alguns com el fundador del hassidisme en la regió central de Polònia.
El rabí Levi Yitzchok era conegut per tenir una relació d'amistat amb el famós rabí Schneur Zalman de Liadi, qui va ser el primer rebe de Habad. El rabí Nakhman de Breslev va anomenar al rabí Levi Yitchok de Berdichev "Glòria d'Israel".
El rabí Levi Yitzchok va compondre algunes cançons hassídiques de folklore popular. El rabí de Berdichev va morir el dia 25 de Tixrí de l'any 5570 (1809) i fou enterrat en l'antic cementiri jueu de Berdichev,a Ucraïna, que aleshores estava sota el control de l'Imperi Rus. El rebe va tenir tres fills. El primer d'ells, Meyer, va morir a una edat primerenca. El segon, Israel, va succeir al seu pare com a líder del moviment hassídic. Un dels nets del rabí Levi Yitzchok es va casar amb la filla del rabí Dovber Schneuri, el segon dels rebes de Habad, i fou el primer rebe de Habad que va viure en la població de Lubavitxi.